# Къща на Стойчо Мошанов
Къщата на Стойчо Мошанов се намира на бул. „Цариградско шосе“ 23, на кръстовището с ул. „Гогол“ в София.
Проектирана е през 1927 г. от арх. Станчо Белковски за Стойчо Мошанов. След Втората световна война е национализирана, а след 1990 година е върната на наследниците му.
На фасадата ѝ е поставена паметна плоча в чест на Стойчо Мошанов.